# VfB Unterliederbach
VfB Unterliederbach is een Duitse voetbalclub uit Unterliederbach, een stadsdeel van Frankfurt am Main, Hessen. 

## Geschiedenis
De club werd op 7 april 1912 als FC Unterliederbach. In deze tijd was Unterliederbach nog een zelfstandige gemeente. In 1917 werden ze een stadsdeel van Höchst am Main, dat in 1928 zelf een stadsdeel werd van Frankfurt. 
In 1921 promoveerde de club naar de hoogste klasse van de Rijnhessen-Saarcompetitie, die uit vier reeksen bestond en over twee seizoenen naar één reeks werd terug gebracht. Unterliederbach werd zesde op acht clubs en overleefde de eerste schifting niet. 
In 1954 promoveerde de club naar de 2. Amateurliga Hessen (vierde klasse) en speelde hier tot 1958. Hierna zakte de club wat weg. Eind jaren zestig speelde de club in de Gruppenliga, wat toen de vierde klasse was. Met uitzondering van seizoen 1978/79 speelde de club tot eind jaren tachtig in de Bezirksliga. In 1990 promoveerde de club naar de Landesliga Hessen. In 1997 promoveerde de club eindelijk naar de Oberliga Hessen. De club kon in het eerste seizoen de tiende plaats behalen en won met 4:2 thuis van grote club FSV Frankfurt. Met een gemiddeld aantal toeschouwers van 375 kwamen er echter weinig inkomsten binnen en in 2000 degradeerde de club terug naar de Landesliga. Hier speelt de club nog steeds, in 2008 werd de Landesliga omgedoopt in Verbandsliga. In 2015 degradeerde de club. 